# Olympische Sommerspiele 1980/Teilnehmer (Griechenland)
| Gelbes Symbol für Goldmedaillen mit stilisierten Olympischen Ringen | Graues Symbol für Silbermedaillen mit stilisierten Olympischen Ringen | Braundes Symbol für Bronzemedaillen mit stilisierten Olympischen Ringen |
| ------------------------------------------------------------------- | --------------------------------------------------------------------- | ----------------------------------------------------------------------- |
| 1                                                                   | —                                                                     | 2                                                                       |

Griechenland nahm an den Olympischen Sommerspielen 1980 in Moskau, Sowjetunion, mit einer Delegation von 41 Sportlern teil.

## Medaillengewinner

### Gold
| Name               | Sportart | Wettkampf                 |
| ------------------ | -------- | ------------------------- |
| Stylianos Migiakis | Ringen   | Griechisch-römischer Stil |

### Bronze
| Name                                                          | Sportart | Wettkampf |
| ------------------------------------------------------------- | -------- | --------- |
| Georgios Chatziioannidis                                      | Ringen   | Freistil  |
| Anastasios Boundouris Anastasios Gavrilis Aristidis Rapanakis | Segeln   | Soling    |

## Teilnehmer nach Sportart

### Gewichtheben
- Nikolaos Iliadis
- Ioannis Katsaidonis
- Pavlos Lespouridis
- Ioannis Sidiropoulos
- Dimitrios Zarzavatsidis

### Leichtathletik
- Nikolaos Angelopoulos
- Dimitrios Delifotis
- Aristidis Karageorgos
- Christos Karageorgos
- Lambros Kefalas
- Michalis Koussis
- Maroula Lambrou-Teloni
- Sofia Sakorafa

### Ringen
- Georgios Chatziioannidis
- Stylianos Migiakis
- Haralambos Holidis
- Georgios Poikilidis
- Georgios Pozidis

### Rudern
- Nikolaos Ioannidis
- Kostas Kontomanolis
- Georgios Kourkoumbas

### Schwimmen
- Sofia Dara
- Evangelos Koskinas

### Schießen
- Rodolfos Georgios Alexakos
- Athanasios Papageorgiou
- Petros Pappas

### Segeln
- Anastasios Boundouris
- Anastasios Gavrilis
- Aristidis Rapanakis
- Ilias Chatzipavlis

### Wasserball
- Antonios Aronis
- Ioannis Garyfallos
- Kyriakos Giannopoulos
- Ioannis Giannouris
- Andreas Gounas
- Spyros Kapralos
- Thomas Karalogos
- Aristidis Kefalogiannis
- Markellos Sitarenios
- Sotirios Stathakis
- Ioannis Vossos